# 314 (tal)
314 är det naturliga talet som följer 313 och som följs av 315.

## Inom vetenskapen
- 314 Rosalia, en asteroid.

## Inom matematiken
- 314 är ett jämnt tal
- 314 är ett sammansatt tal
- 314 är ett defekt tal